# Soliman Pacha
Ne doit pas être confondu avec Soliman (fils d'Orhan) ou Soliman Pacha.
Pour les articles homonymes, voir Soliman.

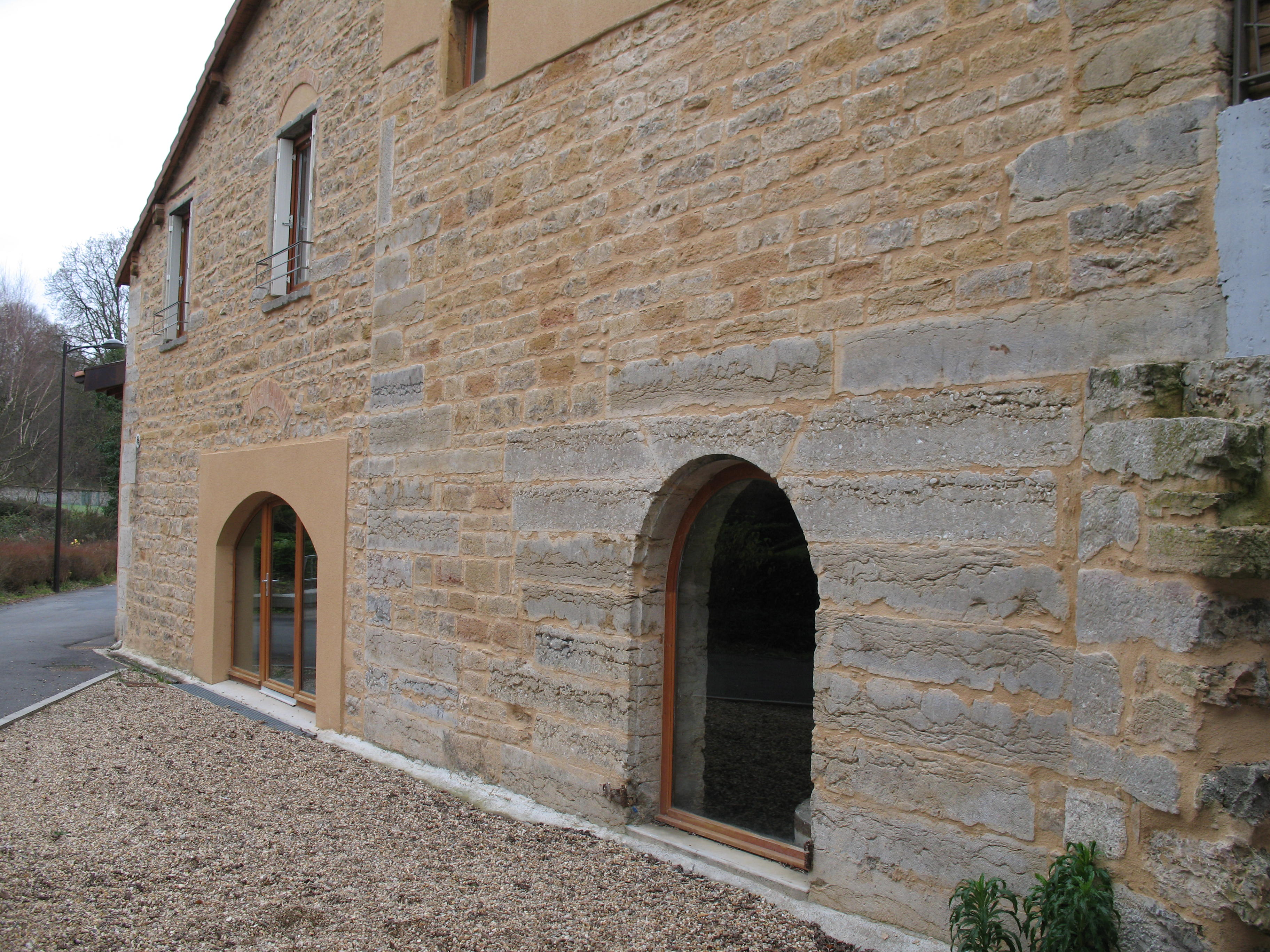
Le moulin Soliman Pacha à Fontaines-Saint-Martin.

Soliman Pacha (Süleyman Paşa ou Soliman al-Faransi Paša), né Joseph Sève le 17 mai 1788 à Lyon (paroisse Saint-Pierre Saint-Saturnin, quai Saint-Clair, actuel quai André Lassagne dans le 1er arrondissement) et mort le 12 mars 1860 au Caire, est un officier français de l'Empire passé par la suite au service de l'Égypte de Méhémet Ali.
C'est l'arrière grand père de la reine Nazli Sabri mère de l'avant dernier roi d'Égypte, Farouk.

## Biographie

### Jeunesse

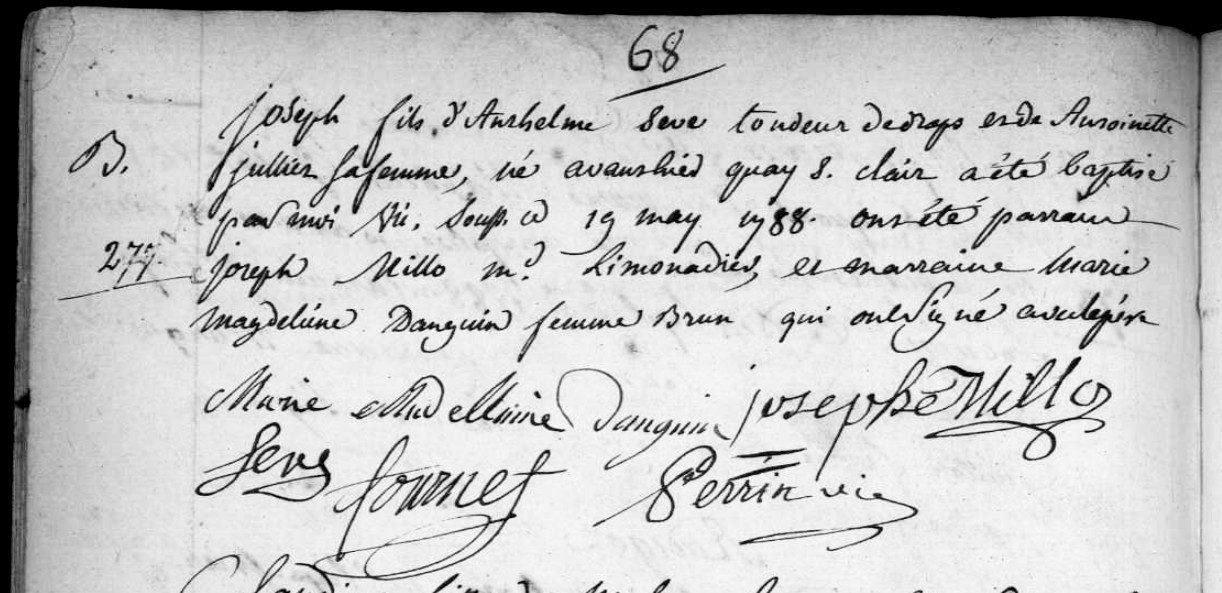
Lyon (paroisse Saint-Pierre Saint-Saturnin), Rhône, acte de baptême de Joseph Seve (Soliman Pacha) 19 mai 1788

Souvent nommé régulièrement par erreur colonel Selves ou de Selves dans la littérature le concernant.
Il est l'un des six enfants d'Anthelme Sevoz (1754-1832), originaire de Lhuis dans le Bugey, et d'Antoinette Juillet, née en 1764 à Villefranche, dans le Beaujolais. Il est petit-fils de marchand-vigneron par son père et de meunier par sa mère.
Joseph commence sa vie à Lyon en aidant ses parents à élever ses frères et sœurs. Il séjourne de temps en temps près de ses grands-parents Louis Juillet, meunier, et Antoinette Desargue, retraités au village de Fontaines-Saint-Martin. C'est un enfant solide et intelligent. Mais en 1793, à 5 ans, ses parents laissant tout, sont contraints de s'exiler avec leurs quatre enfants survivants. Ils vont se réfugier à Lhuis, le village natal du père. Ainsi Joseph y trouve une autre vie en passant du monde urbain au monde rural. Il s'adapte vite et se forge un tempérament de travailleur, entraîné par Marie, une jeune préceptrice dévouée pour combler les malheurs de la révolution[C'est-à-dire ?].
C'est un enfant généreux, créatif et plein de bonheur, fort et d'une bonne carrure. Dans ces lieux apaisés, il se révèle très doué, si bien qu'à 10 ans, il réussit le concours pour entrer aux écoles de la Marine, le 2 vendémiaire an VII (23 septembre 1798). D'octobre 1797 à août 1798, André Marie Ampère est son professeur pour sa mise à niveau en mathématiques.

### Carrière dans la marine
Il embarque sur la Muiron, une frégate armée de 44 canons de 18 et 16 de 8, de conception italienne, terminée par l'ingénieur Forfait en 1798. Un an après, Joseph, sur ce navire, se retrouve pendant 47 jours en service comme valet du général Bonaparte lors de son retour de la campagne d'Égypte en compagnie de Raza Roustam. Il débarque à Saint-Raphaël le 9 octobre 1799, et après quatre jours en voiture, il retrouve sa famille à Lyon, auprès de laquelle il peut profiter de ses droits à congés.
Au retour à Toulon en décembre, Joseph demeure un an à terre pour travailler en fortins et redoutes et apprendre le maniement des bombes et explosifs, avant de reprendre la mer, toujours sur la Muiron, le 23 septembre 1800. L'année suivante, il participe à la bataille navale d'Algésiras. 
Quittant les eaux de la Méditerranée, en 1802, il est de l'expédition de Saint-Domingue avec le général Leclerc. 
À 16 ans pour l'armée, (et 15 pour son âge réel, à la suite d'un arrangement du recruteur de Lyon), le 25 septembre 1803, il entre aspirant canonnier comme novice à l'École de l'artillerie de marine pour devenir officier. Il est versé dans la 2e compagnie du 1er bataillon du 2e régiment d'artillerie de marine en garnison partielle à Toulon. Le 25 octobre 1803, il retrouve la frégate la Muiron sur laquelle il reste jusqu'en janvier 1805 et navigue ensuite à bord de l’Hortense, frégate à peine terminée sortie de l'arsenal de Toulon.

### Trafalgar
Après la bataille des Quinze-Vingt, le 22 juillet 1805, l'escadre se réfugie à Cadix. C'est là que Joseph est affecté sur le vaisseau amiral le Bucentaure avec lequel il connaît la dure défaite de Trafalgar le 21 octobre suivant, au cours de laquelle il est blessé par une hache d'abordage. Le Bucentaure coule et une partie de l'équipage est sauvé par l’Indomptable qui sombre à son tour. Sur les 1 200 hommes à bord, seuls 150 réussirent à regagner le rivage dont Joseph. 
Blessé, il revient d'Espagne par ses propres moyens pour une convalescence à Lyon et retourne à Toulon ensuite avec le grade de caporal fourrier pour faire l'instruction à terre jusqu'à sa demande de mutation pour le 6e régiment de hussards à Udine en Italie, à compter du 2 mai 1807.

### Serviteur de l'Empire
Sans grade, connaissant et parlant cinq langues, il se prénomme désormais Anthelme et est versé dans un régiment, « section spéciale ». Il devient un spécialiste du renseignement et des incursions en pays ami ou ennemi et étudie la diplomatie en parallèle. Il trouve un complice, Octave Pontchapt, qui est en fugue familiale depuis le 4 août 1804 et n'est autre qu'Octave Gabriel Henri de Ségur, le fils aîné du comte Louis Philippe de Ségur, grand maître des cérémonies de l'Empereur. 
En 1814 il est nommé lieutenant, porte-étendard du 14e chasseurs à cheval ; il rentre à Lyon à la chute de l’Empire, mais reprend du service en 1815 comme capitaine attaché à l’état-major du général Grouchy. Placé en demi-solde après les Cent-Jours, il s’essaye sans réussite au commerce de chevaux à Paris.

### Au service de l'Égypte
En juillet 1819, il débarque en Égypte sous le nom de Colonel Joseph fils d'Anthelme Sève et se présente, grâce à une recommandation de Ségur, au souverain Méhémet Ali Pacha, qui lui donne sa première mission en Haute-Égypte comme ingénieur de recherche de mines de charbon.
En 1820, on le nomme instructeur en chef de l'armée égyptienne, avec le grade de colonel après la création d'une école d'infanterie.
En 1821, Méhémet Ali l'éleva à la dignité d'Agha. Joseph Anthelme Sève se convertit alors à l'Islam et se fait appeler Sulayman Agha (سليمان آغا).
En 1824, après la création d'un camp de formation d'officiers à Assouan, Méhémet Ali mit sous son autorité 500 mamelouks.
La même année, on lui confia la création d'un conseil supérieur de l'instruction publique et on l'éleva à la dignité de Bey (Sulayman Bey سليمان باي).
En 1825, il fut nommé gouverneur de Tripolitza, reprise au général grec Theódoros Kolokotrónis.
En 1833, après s'être illustré à la bataille de Konya, Sulayman Bey fut nommé par Méhémet Ali, Généralissime des armées égyptiennes et élevé à la dignité de Pacha (Sulayman Pacha سليمان باشا). 
Il fut considéré comme le principal réorganisateur de l'armée égyptienne, conduite sur le modèle des armées européennes, et surtout de l'armée de Napoléon Ier.
Il se maria avec Myriam Hanem, fille d'un commerçant grec du Péloponnèse, dite Setti Maria, qui lui donne quatre enfants, Zohra (1830), Hazle (1833) (dont la petite-fille, qui deviendra la reine Nazli, est la mère du roi Farouk), Skander Bey (1836) et Aasna (1849).

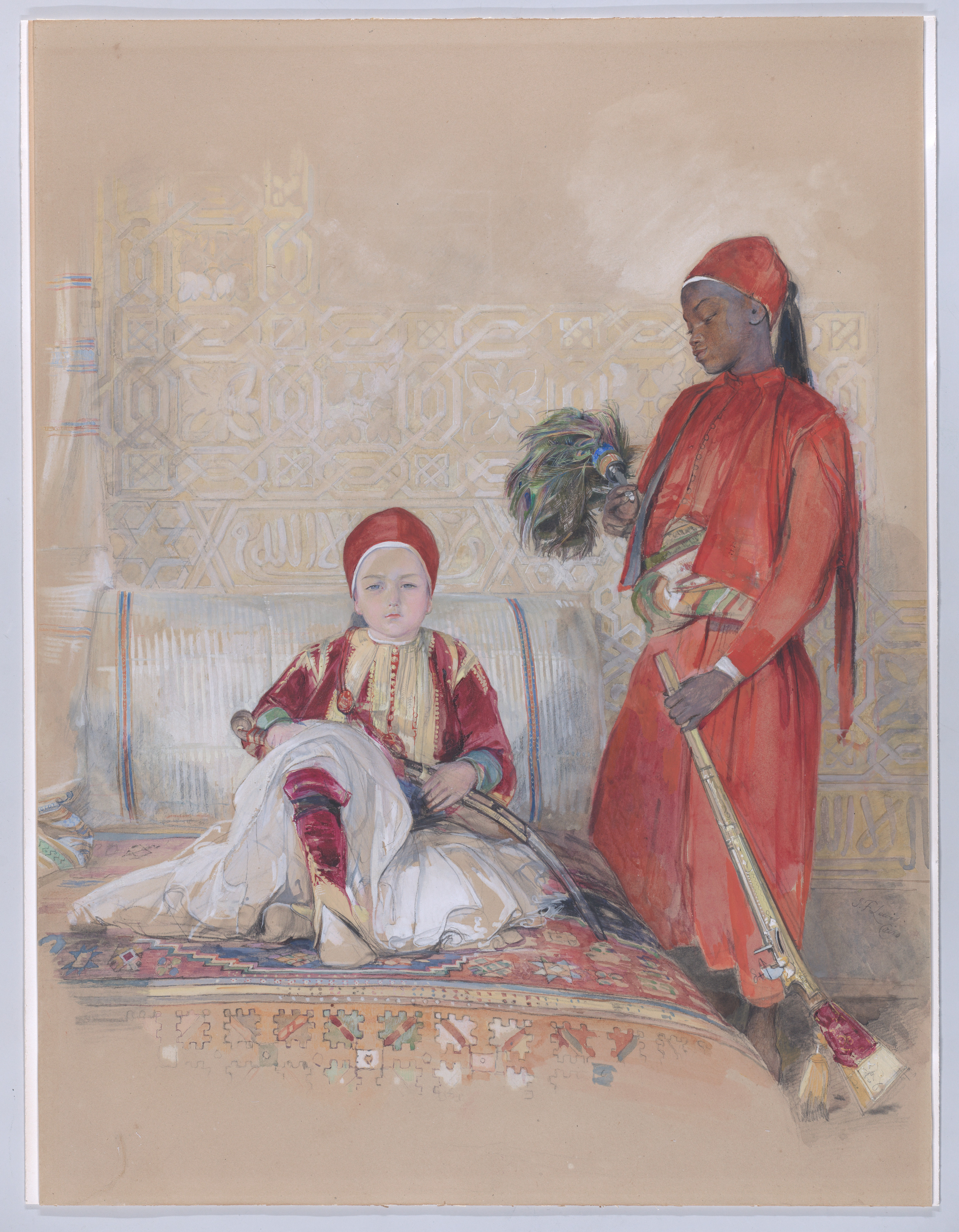
John Frederick Lewis, Iskandar Bey (fils de Soliman Pacha) et son serviteur, vers 1848.

De retour en France en 1845 à l'occasion d'un voyage où il accompagne Ibrahim Pacha, le fils de Méhémet Ali, il est fait grand officier de la Légion d'honneur par le roi Louis-Philippe l'année suivante.
Rentré en Égypte, il y poursuit sa carrière militaire jusqu'à sa mort en 1860 au Caire, où il est inhumé dans un mausolée sur l'île de Roda.

## Hommages

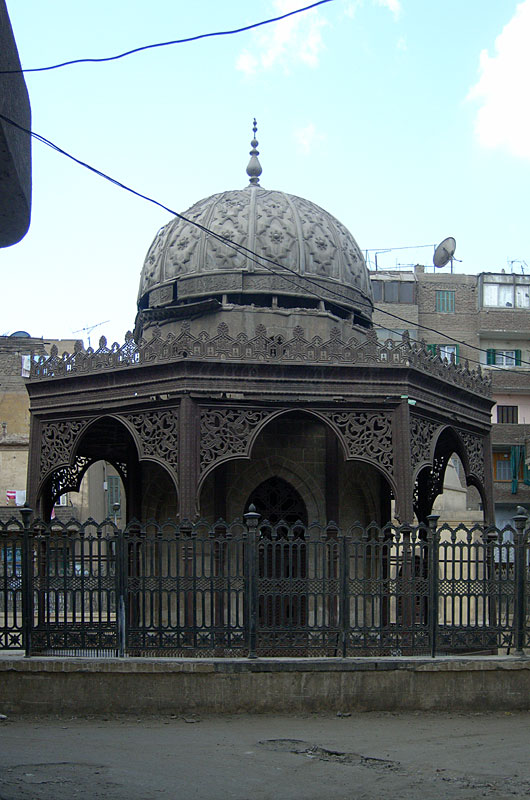
Le mausolée de Soliman Pacha au Caire

- Installée au Caire sur une place portant alors son nom (aujourd'hui place Talaat Harb), une statue de Soliman Pacha Al Faransi (Soliman Pacha Le Français), le représentant en uniforme de zouave français, est sculptée par Henri Alfred Jacquemart (1824-1896) et fondue par Thiébaut et fils en 1874[4]. Déboulonnée en 1956 après la crise du canal de Suez, elle est aujourd'hui exposée au musée militaire du Caire ;
- Le mausolée de Soliman Pacha au Caire ;
- En 1887, un buste en marbre est réalisé par le sculpteur Charles Bailly et installé plus tard à la préfecture du Rhône ;
- Une rue porte son nom dans le 1er arrondissement de Lyon.